# Patterson-Sullivan-Maß

Limesmenge einer diskreten Gruppe von Isometrien des 3-dimensionalen hyperbolischen Raumes.

In der Mathematik sind Patterson-Sullivan-Maße ein Hilfsmittel, um diskrete Gruppen von Isometrien symmetrischer Räume mittels ihrer „Dynamik im Unendlichen“ zu untersuchen. Es handelt sich um Maße auf der Limesmenge der Gruppe mit gewissen Äquivarianz- und Absolutstetigkeitseigenschaften.
Sie wurden zunächst für die hyperbolische Ebene durch Samuel Patterson und für höherdimensionale hyperbolische Räume durch Dennis Sullivan eingeführt und von Paul Albuquerque für symmetrische Räume nichtkompakten Typs verallgemeinert.

## Definition
Sei {\displaystyle M=\Gamma \backslash X} ein lokal symmetrischer Raum mit riemannscher Metrik {\displaystyle g}. Dann gibt es eine Familie {\displaystyle \left\{\mu _{x}\right\}_{x\in X}} von Wahrscheinlichkeitsmaßen auf dem Rand im Unendlichen {\displaystyle \partial X} mit folgenden Eigenschaften
- Alle {\displaystyle \mu _{x}} sind atomlose Maße.
- Die Familie der Maße {\displaystyle \left\{\mu _{x}\right\}} ist {\displaystyle \Gamma }-äquivariant:

{\displaystyle \gamma _{*}\mu _{x}=\mu _{\gamma x}\ \forall \gamma \in \Gamma }.
- Für alle {\displaystyle x,y\in X} ist {\displaystyle \mu _{y}} absolutstetig bzgl. {\displaystyle \mu _{x}}. Die Radon-Nikodým-Ableitung ist gegeben durch

{\displaystyle {\frac {d\mu _{x}}{d\mu _{y}}}(\xi )=e^{h(g)B(x,y,\xi )}},
wobei {\displaystyle h(g)} die Volumenentropie und {\displaystyle B(x,y,\xi )} die Busemann-Funktion ist.

## Konstruktion
Für {\displaystyle x\in X} und {\displaystyle s\in \mathbb {R} } betrachte die Poincaré-Reihe
{\displaystyle \psi (s)=\sum _{\gamma \in \Gamma }e^{-sd(x,\gamma x)}}.
Es gibt einen „kritischen Exponenten“ {\displaystyle \delta (\Gamma )}, so dass die Reihe für {\displaystyle s>\delta (\Gamma )} konvergiert und für {\displaystyle s<\delta (\Gamma )} divergiert.
Patterson-Sullivan-Maße {\displaystyle \mu _{x}} erhält man für monoton fallende Folgen {\displaystyle s\to \delta (\Gamma )} als schwach-*-Häufungspunkt der Folge von Maßen
{\displaystyle \mu _{s,x}={\frac {1}{\psi (s)}}\sum _{\gamma \in \Gamma }e^{-sd(x,\gamma x)}D_{\gamma x}},
wobei {\displaystyle D_{\gamma x}} das Diracmaß in {\displaystyle \gamma x} bezeichnet und im Fall {\displaystyle \psi (\delta (\Gamma ))<\infty } noch eine langsam steigende Funktion dazuaddiert wird.

## Anwendungen

### Potentialtheorie
Für ein Patterson-Sullivan Maß {\displaystyle \left\{\mu _{x}\right\}_{x\in X}} und eine beschränkte Funktion {\displaystyle f} auf {\displaystyle \partial _{\infty }X} erhält man eine harmonische Funktion auf {\displaystyle X} durch
{\displaystyle F(x)=\int _{\partial _{\infty }X}fd\mu _{x}}.
Es gilt {\displaystyle \Vert F\Vert _{\infty }=\Vert f\Vert _{\infty }}.

### Starrheitssätze
Für den Beweis verschiedener Starrheitssätze ist es nützlich, zu einer Randabbildung 
{\displaystyle f\colon \partial _{\infty }X\to \partial _{\infty }}
eine kanonische Abbildung
{\displaystyle F\colon X\to Y}
mit {\displaystyle \partial _{\infty }F=f} konstruieren zu können.
Dazu betrachtet man die durch die Patterson-Sullivan-Maße gegebene Einbettung 
{\displaystyle X\to {\mathcal {M}}(\partial _{\infty }X)},
den Pushforward 
{\displaystyle f_{*}\colon {\mathcal {M}}(\partial _{\infty }X)\to {\mathcal {M}}(\partial _{\infty }Y)}
und das Baryzentrum 
{\displaystyle bar\colon {\mathcal {M}}(\partial _{\infty }y)\to Y},
und definiert {\displaystyle F} als die Hintereinanderausführung dieser Abbildungen.

### Kleinsche Gruppen
Nach der Identifikation {\displaystyle \partial _{\infty }H^{n}=S^{n-1}} definiert
{\displaystyle \nu :={\frac {\mu \times \mu }{\vert x-y\vert ^{2\delta }}}}
mit dem chordalen Abstand {\displaystyle \vert x-y\vert } ein {\displaystyle \Gamma }-invariantes Maß auf dem Komplement der Diagonalen in {\displaystyle S^{n-1}\times S^{n-1}}. Da dieser Raum mit dem Einheitstangentialbündel {\displaystyle T^{1}H^{n}} identifiziert werden kann, gibt {\displaystyle \nu } ein Maß auf {\displaystyle T^{1}M}, welches unter dem geodätischen Fluss invariant ist. Der geodätische Fluss ist für dieses Maß entweder ergodisch oder dissipativ.
Falls {\displaystyle \delta (\Gamma )>{\tfrac {n-1}{2}}}, dann ist der geodätische Fluss genau dann ergodisch, wenn die Poincaré-Reihe im kritischen Wert {\displaystyle s=\delta (\Gamma )} divergiert.
Für konvex-kokompakte Gruppen ist {\displaystyle \delta (\Gamma )} die Hausdorff-Dimension der Limesmenge. Die Poincaré-Reihe divergiert im kritischen Wert {\displaystyle s=\delta (\Gamma )}.

## Eigenschaften
Aus der ersten Bedingung und der Transitivität von {\displaystyle Isom(X)} auf {\displaystyle X} folgt, dass alle {\displaystyle \mu _{x}} Wahrscheinlichkeitsmaße sind. Man bekommt also eine Einbettung von {\displaystyle X} in den Raum der Wahrscheinlichkeitsmaße auf dem Rand im Unendlichen.
Wenn {\displaystyle \Gamma } eine Zariski-dichte Untergruppe von {\displaystyle Isom(X)} ist, dann gibt es einen {\displaystyle G}-Orbit auf {\displaystyle \partial _{\infty }X}, so dass der Träger jedes Patterson-Sullivan-Maßes der Durchschnitt dieses Orbits mit der Limesmenge von {\displaystyle \Gamma } ist. Falls außerdem {\displaystyle \psi (\delta (\Gamma ))=\infty }, dann gibt es nur ein Patterson-Sullivan-Maß.
Wenn {\displaystyle \Gamma } ein Gitter in {\displaystyle Isom(M)} ist, dann ist der Träger von {\displaystyle \mu _{x}} der {\displaystyle G} des Baryzentrums einer Weyl-Kammer im Unendlichen. Im Allgemeinen kann für Zariski-dichte Gruppen aber jeder Orbit eines regulären Punktes als Träger von {\displaystyle \mu _{x}} vorkommen.
Der Träger von {\displaystyle \mu _{x}} ist damit also enthalten in einer Teilmenge
{\displaystyle \partial _{F}X\subset \partial _{\infty }X},
die äquivariant isomorph zum Furstenberg-Rand ist.
{\displaystyle \mu _{x}} ist das einzige {\displaystyle Stab(x)}-invariante Wahrscheinlichkeitsmaß auf {\displaystyle \partial _{F}X}.